# Birth (album Dardust)
Birth è il secondo album in studio del musicista italiano Dardust, pubblicato il 18 marzo 2016 dalla Metatron e dalla INRI.

## Descrizione
Si tratta del secondo capitolo della trilogia iniziata dal musicista l'anno precedente con 7 ed è stato interamente concepito durante la permanenza di Dardust a Reykjavík. Dal punto di vista musicale, Birth unisce sonorità classiche con quelle elettroniche, con influenze che vanno dall'electro allo shoegaze (Næturflüg (NightFlight)) fino a momenti orchestrali (Slow Is the New Loud).

## Promozione
La pubblicazione di Birth è stata anticipata il 15 gennaio 2016 dal singolo The Wolf, accompagnato dal relativo video musicale diretto da Tiziano Russo. Il seguente 15 aprile è stata la volta dell'omonimo Birth, uscito a ridosso del Birth Tour, partito il giorno seguente a Rimini.
Il 23 settembre è stato pubblicato il videoclip per The Never Ending Road in anteprima sul sito francese Soul Kitchen, scelto come anticipazione alla distribuzione di Birth in Francia, avvenuta il 28 ottobre. In quest'ultima data è stato pubblicato il videoclip di Take the Crown, realizzato con SBCR ed estratto come quarto ed ultimo singolo dall'album.

## Tracce
Musiche di Dario Faini, eccetto dove indicato.
1. The Wolf – 4:39
2. Á Morgun (Tomorrow) – 4:51
3. The Never Ending Road – 3:21
4. Birth – 4:33
5. Bardaginn (The Battle) – 2:57
6. Don't Skip (Beautiful Things Always Happen in the End) – 3:35
7. Take the Crown (feat. SBCR) – 4:00 (musica: Dario Faini, Sir Bob Cornelius Rifo aka SBCR aka The Bloody Beetroots)
8. Slow Is the New Loud – 4:04
9. Gran finale – 3:41
10. Næturflug (NightFlight) – 3:57

Tracce bonus nell'edizione digitale
1. Birth (Acoustic Version) – 4:09
2. Slow Is the New Loud (Live at Sundlagin Studio) – 4:10

## Formazione
Musicisti
- Dario Faini – arrangiamento, pianoforte, voce, sintetizzatore, elettronica, arrangiamento strumenti ad arco
- Vanni Casagrande – arrangiamento, programmazione, sintetizzatore, elettronica, batteria
- Carmelo Emanuele Piatti – arrangiamento strumenti ad arco, primo violino
- Isabel Gallego Lanau – secondo violino
- Matteo Lipari – viola
- Sofia Nitti – violoncello
- Martina Milzoni – contrabbasso

Produzione
- Dario Faini – produzione artistica, produzione (eccetto traccia 7)
- Vanni Casagrande – produzione (eccetto traccia 7)
- Birgir Jón Birgisson – registrazione pianoforte, batteria e percussioni
- Donato Romano – registrazione strumenti ad arco
- Nacor Fischetti – missaggio (eccetto tracce 8 e 10)
- Sam John – mastering
- Sir Bob Cornelius Rifo aka SBCR aka The Bloody Beetroots – produzione (traccia 7)
- Francesco Lo Cascio – missaggio (tracce 8 e 10)